# Aprópikkelyű pereszke
Az aprópikkelyű pereszke (Tricholoma imbricatum) a pereszkefélék családjába tartozó, fenyvesekben termű, nem ehető gombafaj.

## Megjelenése
Az aprópikkelyű pereszke kalapja 6-10 (13) cm átmérőjű, alakja fiatalon kúpos félgömb, ami idővel domborúvá és lapossá terül ki. Púpossága később is megmaradhat. Széle sokáig behajló. Felszíne matt, különösen a széle felé apró, rásimuló pikkelykékre szakadozik fel. Színe sötétbarna vagy vörösbarna. Húsa vastag, rostos; színe fehér a kalapbőr alatt barnul. Íze lisztes-kesernyés, szaga lisztre emlékeztet.
Lemezei sűrű állásúak, a tönk előtt felkanyarodnak, majd foggal ránőnek. Színük krémfehér, idősen barnásan foltosodnak. Spórapora fehér, spórái elliptikusak, sima felszínűek, 6-8 x 4,5-5,5 mikrométeresek.
Tönkje 6–9 cm magas, 1-2,5 cm vastag. Alakja hengeres, lefelé vastagodhat, görbülhet. Színe fent fehér, az alján fehéres alapon barna pikkelyes-szálas.

### Hasonló fajok
Hasonlít hozzá a szakállas pereszke vagy más vörösbarna pereszkefajok (álgyűrűs, nyárfa-, szenesedő pereszkék).

## Elterjedése és termőhelye
Európában és Észak-Amerikában honos. Magyarországon helyenként nem ritka. Savanyú talajú fenyvesekben, főleg erdei fenyő alatt található meg. Szeptembertől novemberig terem.
Nem mérgező, de íze miatt étkezésre nem alkalmas.

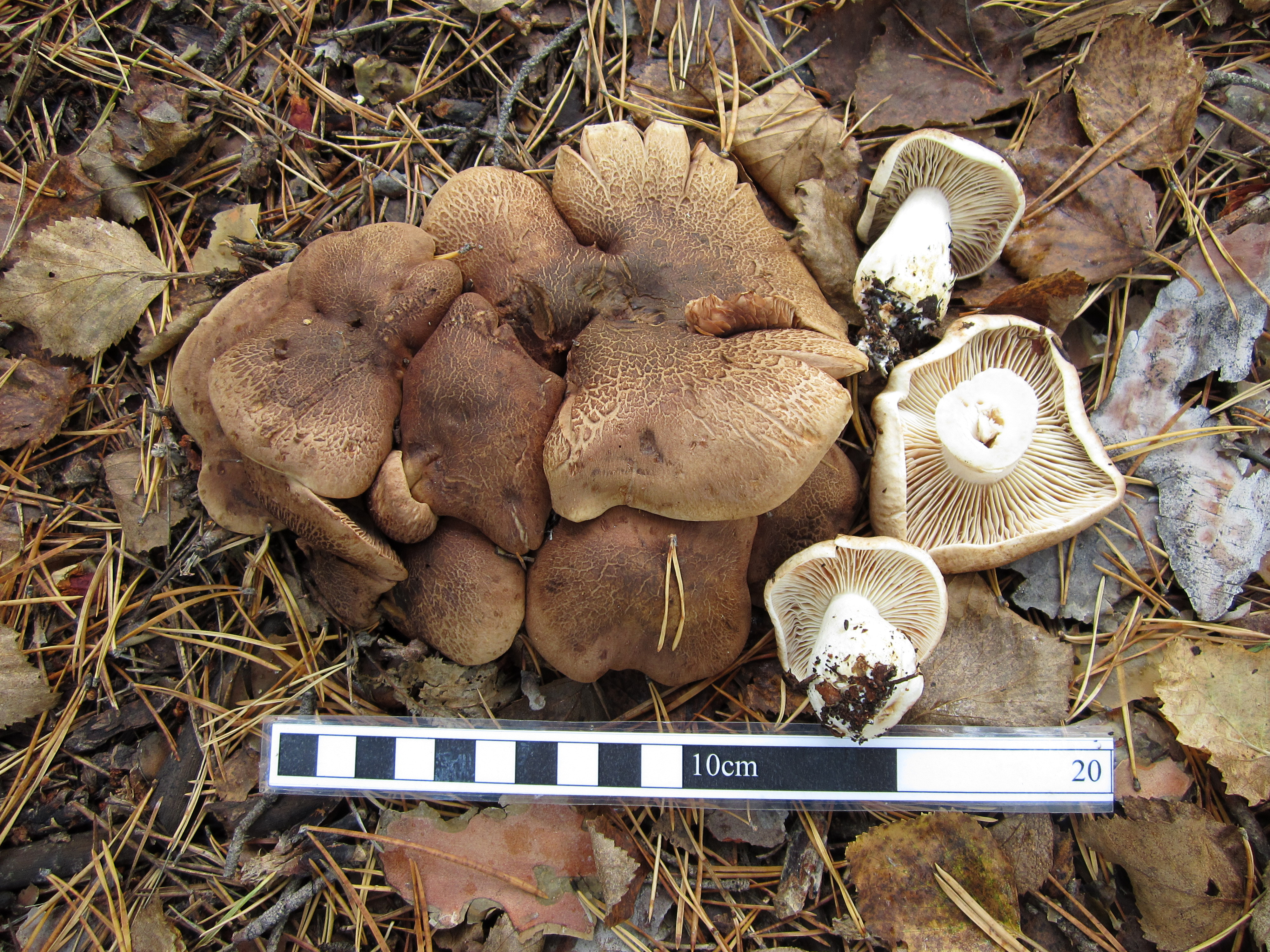
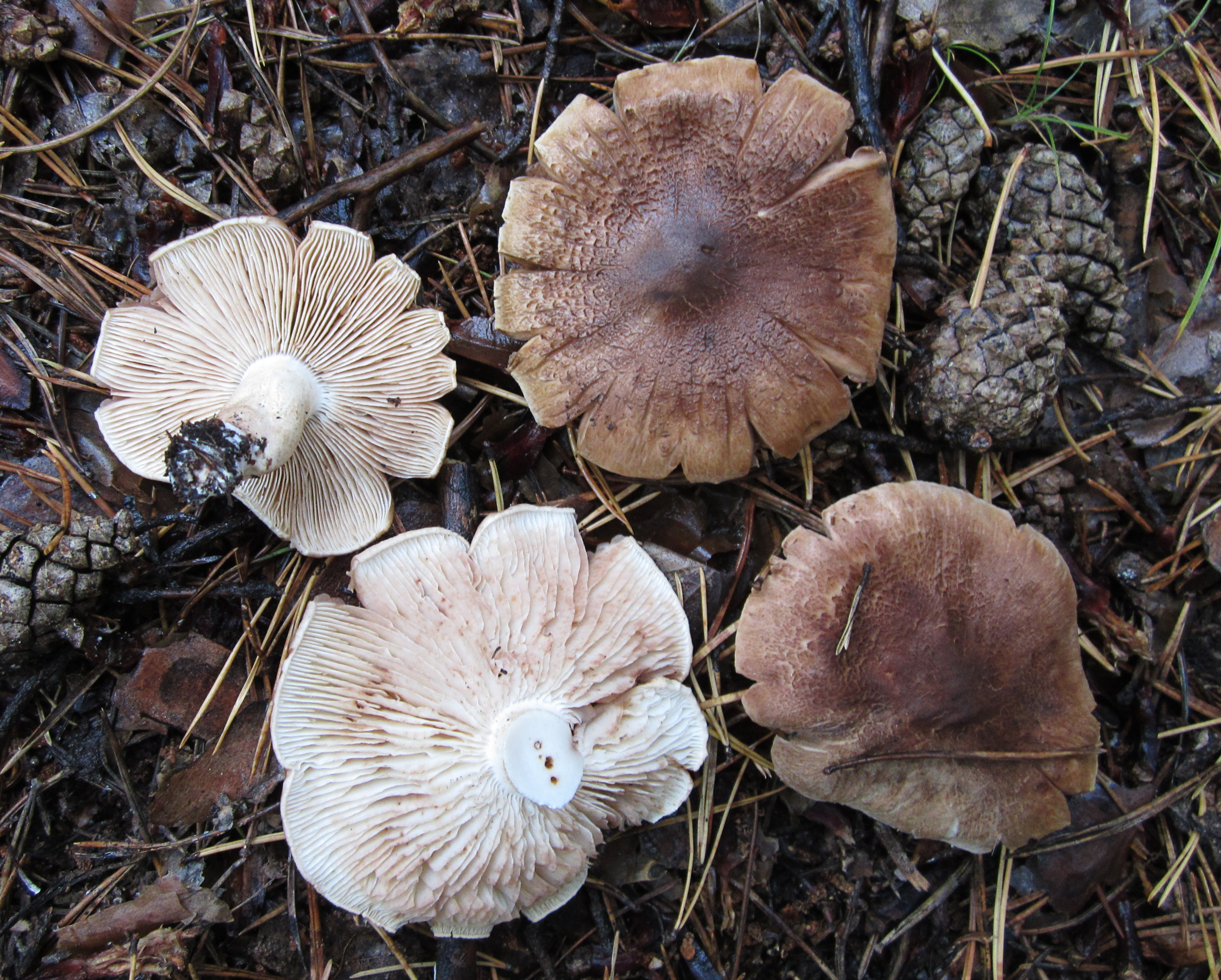
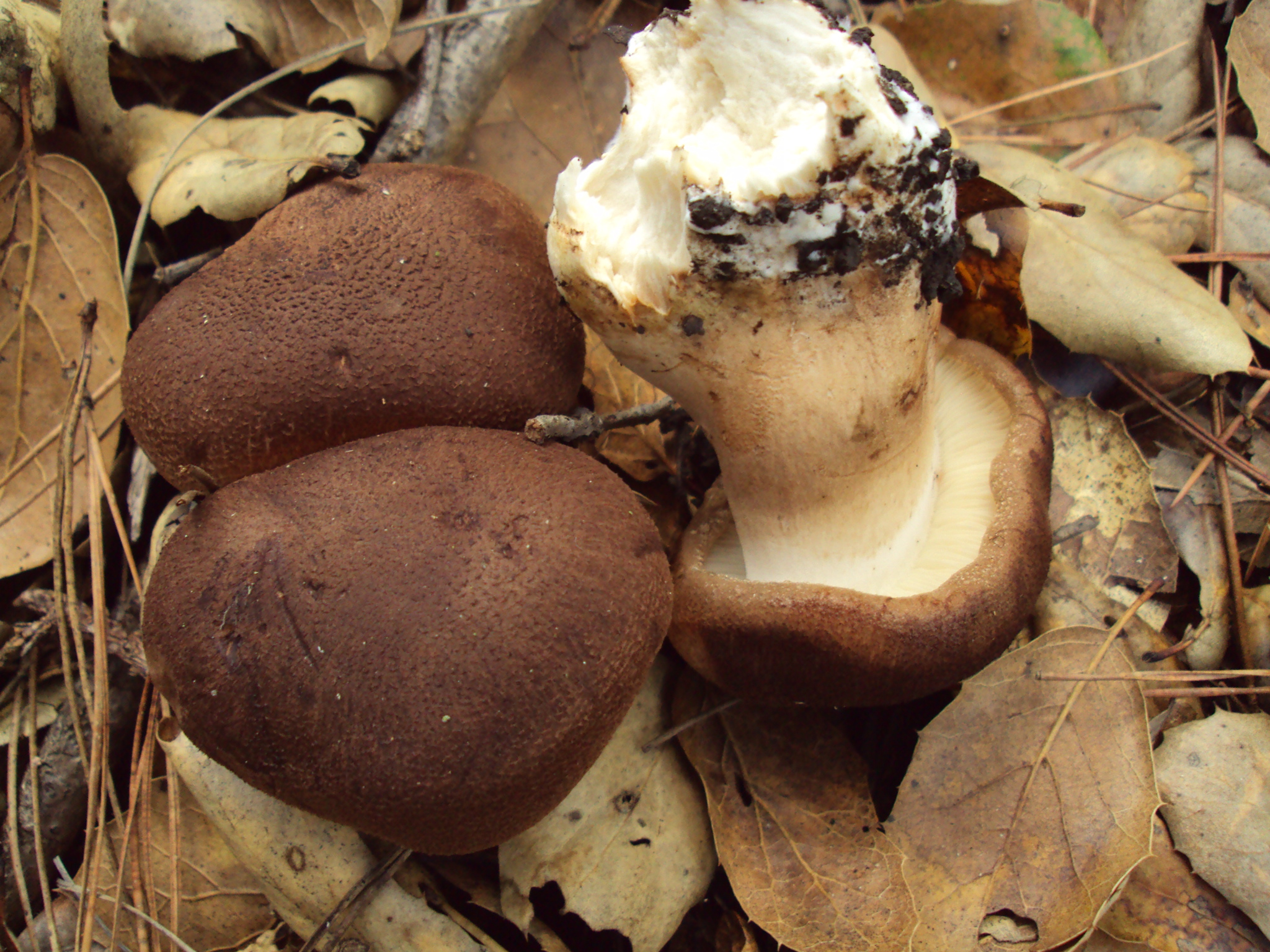
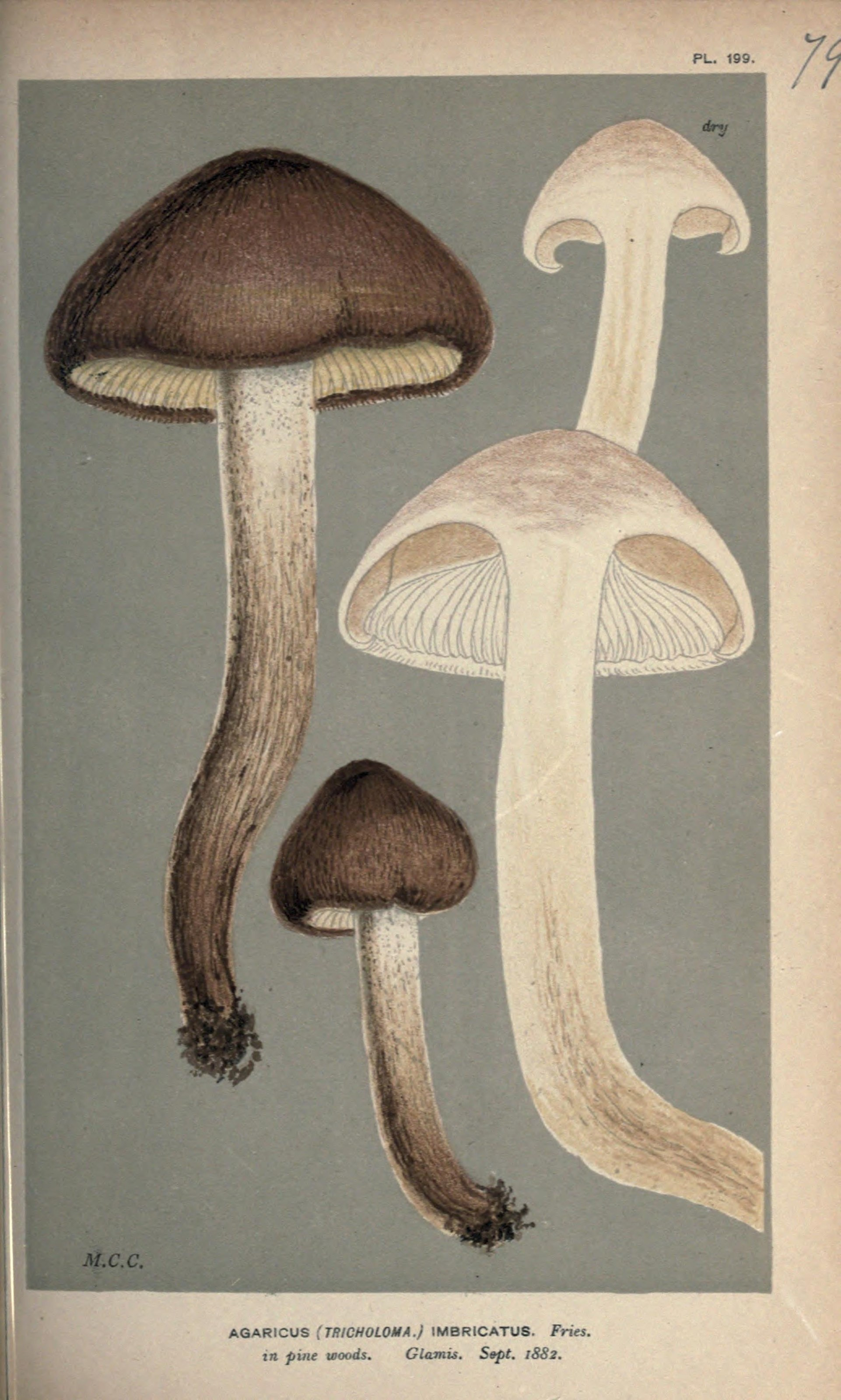